# Ägide
Die Ägide (altgriechisch Αἰγίς Aigis „Schild des Zeus“) ist das Schutz- und Obhutsverhältnis, in dem sich eine untergeordnete Instanz oder Institution einer höheren, schutzgebenden Institution gegenüber auf Zeit befindet.
Es wird sowohl beim Verhältnis von Staaten, zum Beispiel „unter der Ägide des Osmanischen Reiches“, als auch bei Stiftungen oder Auszeichnungen, wie z. B. im Sinne von Schirmherrschaft, von Ägide als Schutz, Obhut oder Leitung gesprochen.